# Acestrorhynchus grandoculis
Acestrorhynchus grandoculis is een straalvinnige vissensoort uit de familie van de spilzalmen (Acestrorhynchidae). De wetenschappelijke naam van de soort is voor het eerst geldig gepubliceerd in 1983 door Menezes & Géry.